# Roland Vonk

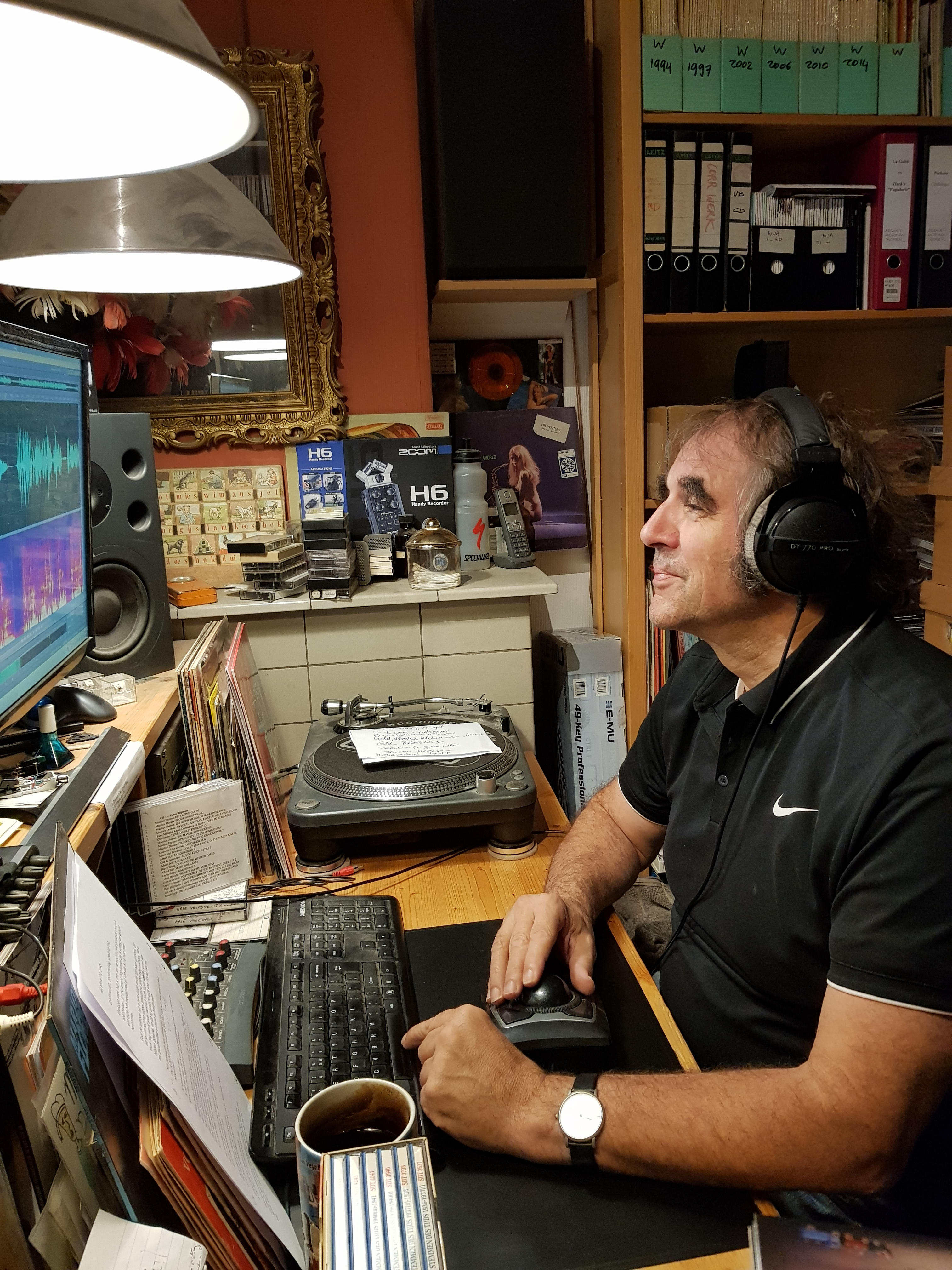
Roland Vonk bezig in zijn thuisstudio.

Roland Vonk (Palembang, 15 augustus 1959) is een Nederlandse journalist, schrijver, muziekverzamelaar en radiomaker die zich heeft gespecialiseerd in muziek uit en over Rotterdam en omgeving.

## Carrière
Vonk is in 1984 als freelance journalist begonnen bij een huis-aan-huisblad. Van 1985 tot 1989 schreef hij voor Het Vrije Volk. Sinds 1989 maakt hij programma’s voor RTV Rijnmond (en de voorlopers daarvan). In de loop der jaren leverde hij artikelen aan diverse tijdschriften, publiceerde hij enkele boeken en produceerde hij cd’s.
Sinds de zomer van 1998 is Roland Vonk wekelijks op Radio Rijnmond te horen met het eenmansprogramma Archief Rijnmond, waarin hij aandacht besteedt aan oude plaatjes, curieuze opnamen, onbekende teksten en vergeten artiesten uit de regio Rijnmond. Mede voor dat programma bouwt Vonk een regionaal muziekarchief op. Dat archief bestaat uit grammofoonplaten, cd’s, cassettes, boeken, krantenknipsels, artiestenfoto’s, bladmuziek en alles daar omheen. In 2018 beleefde Archief Rijnmond zijn duizendste uitzending.
Sinds 2002 maakt Vonk op Radio Rijnmond een programma met muzikale curiosa van buiten de regio Rijnmond, getiteld Het Opkamertje.
In 2016 won Vonk een rechtszaak tegen RTV Rijnmond. Hij was door de zender op non-actief gezet vanwege zijn kritiek op de hoge kosten die gepaard gingen met het vertrek van een voormalig directeur. De rechtbank besloot dat Vonk zijn werkzaamheden weer mocht hervatten.
Op 6 maart 2022 ontving Vonk de Cultuurpenning 2021 uit handen van de Rotterdamse wethouder Said Kasmi.

## Werk

#### Boeken
- 2000 Breng mij naar Rotterdam terug, deel 2, boek met en over Rotterdamse liedjes
- 2005 Boekje over Rotterdamse liedjes voor de Centrale Discotheek Rotterdam
- 2017 Dat moet nog blijken, boek met persoonlijke verhalen en beschouwingen (Uitgeverij Douane)
- 2019 De Muzikale Voddenman, boek met muziekverhalen (Uitgeverij Douane)

#### Andere publicaties (selectie)
- Serie over Rotterdamse artiesten in tweewekelijkse krant De Oud-Rotterdammer onder de noemer Rotterdams Amusement (2002-2004)
- Bijdragen aan het blad van de Rotterdamse Artiesten Club (RAC), en aan De Weergever, tijdschrift van verzamelaars van 78 toerenplaten en afspeelapparatuur

#### Radio (selectie)
- 2007-2011 JazzNaZess, in aanloop tot het Northsea Jazz Festival.
- 1993-1994 Uit & Thuis.
- 1991-1994 Vonkey Business, wekelijks media- en human interest-programma.

#### TV (selectie)
- 1989-1991 Wekelijkse uitgaansrubriek op Stads TV Rotterdam.
- 1994-1996 Gisteren, wekelijks programma met muziek, human interest en rariteiten op Stads TV Rotterdam.
- 2004 Onbelangrijke Plaatjes, serie op TV Rijnmond.
- 2010 Serie over muzikant Jaap Valkhoff op TV Rijnmond.

#### Theater (selectie)
- ZieNN, satirisch mediaprogramma samen met Harry-Jan Bus en Francisco van Jole in Tejatro Popular (1991-1993).[4]
- Het Walhalla van de Muzikale Voddenman, theaterprogramma rond Rotterdamse liedjes, met gasten en live muziek, in Theater Walhalla (vanaf 2021)

#### Muziekproducties
- 1999 CD Bar Intiem - Cornelis Pons (eigen beheer Roland Vonk)
- 2000 2 CD’s (waarvan een met Mike Boddé) bij boek Breng mij naar Rotterdam terug, deel 2
- 2000 CD De Schatten van Noord (liedjes van het Oude Noorden van Rotterdam)
- 2001 CD Toen wij naar Rotterdam vertrokken (bekende Rotterdamse liedjes door allochtone muzikanten uit de Maasstad)
- 2005 CD Albert de Booy (geluidsrestauratie cd voor deelgemeente Kralingen-Crooswijk)
- 2009 De muzikale verleiding (geluidsrestauratie twee cd's bij boek over reclameplaatjes)
- 2013 CD-box Rotterdam 14 mei 1940 (drie cd's met Rotterdams oorlogsmateriaal)
- 2017 LP Jazz in Rotterdam (samenstelling en productie lp voor Centrum Beeldende Kunst)
- 2017 CD Het Rotterdams Passé van Drs. P (redactie, samenstelling, productie)